# Берсон, Майер

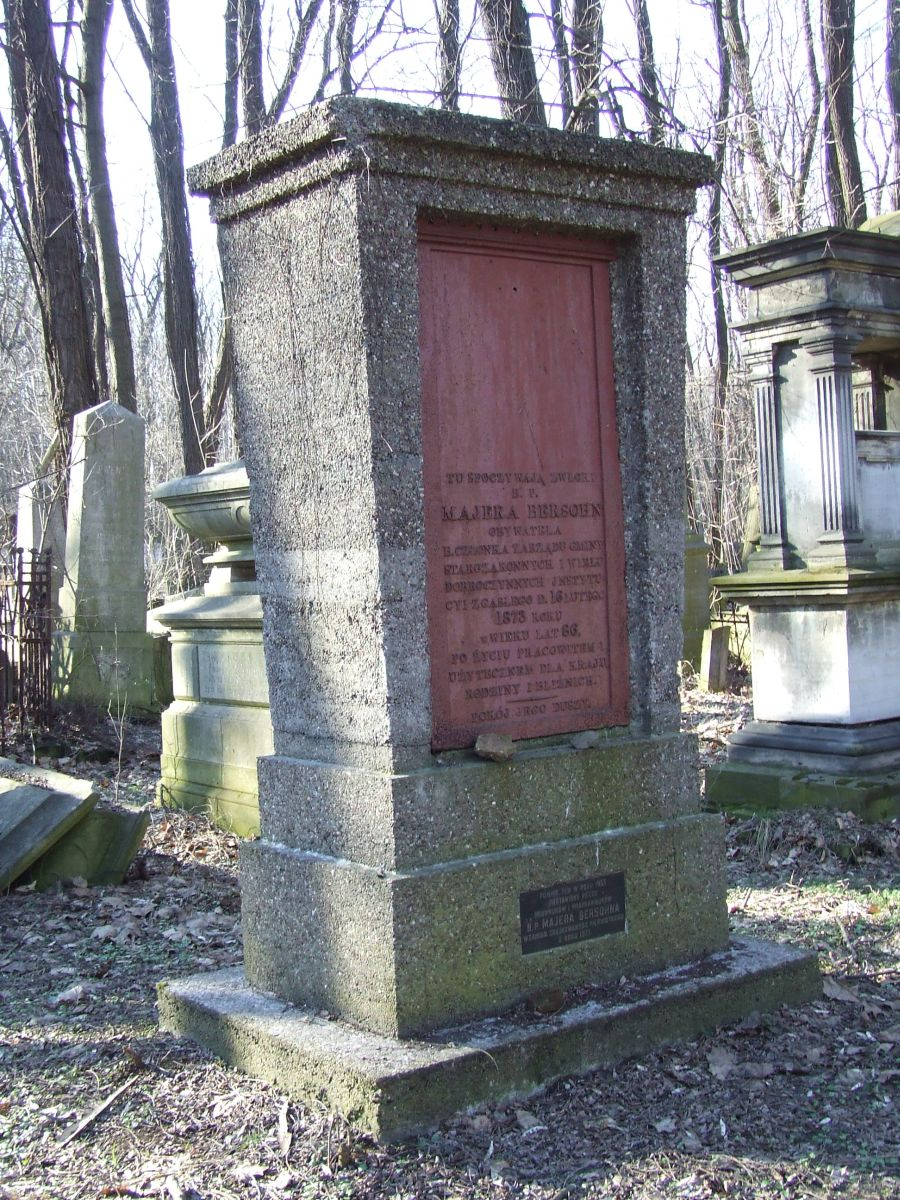
Могила Майера Барнсона на Еврейском кладбище возле улицы Окоповой в Варшаве

Майер Берсон (пол. Majer Bersohn; 1787 ― 16 февраля 1873 года, Варшава) ― польский банкир, предприниматель, общественный деятель и филантроп еврейского происхождения, родоначальник фамилии Берсонов.

## Биография
В начале 30-х годов XIX века, наряду с другими еврейскими купцами Бергсон получил от императора Николая I привилегию приобретения имений. Располагая большими финансовыми средствами, он приобрел большое количество объектов недвижимости в Варшаве и скупил землю в деревнях Боглевице, Осины и Воля Боглевская. Активно занимался общественной деятельностью, проявил себя как филантроп. Финансово поддерживал Варшавскую школу раввинов и Старый госпиталь для старозаконных в Варшаве. С 1842 года был членом попечительских советов Больничного дома и Дома призрения для убогих и старозаконных сирот.
16 мая 1872 составил завещание, в котором оставлял 50 тысяч рублей в фонд пожертвований для благотворительной организации под названием Szpital dla dzieci żydowskich fundacji Majera i Chai z Szymanów Bersohn. Предусмотрел в нём, чтобы 20 тысяч рублей были потрачены на приобретение здания и устройства в нём больницы, способной одновременно принять 25 детей. Оставшаяся сумма должна была быть потрачена на три других объекта, а процентная ставка в размере 5 % начиная со дня смерти наследодателя должна была покрывать расходы на содержание больницы. Также пожелал, чтобы в это дело включилась его дочь Паулина (1816―1912) вместе со своим мужем Соломоном Бауманом. Он поставил, однако, одно условие ― они должны были пожертвовать 30 тысяч рублей на строительство и содержание больницы, а после этого их имена должны быть зафиксированы в названии больницы.
Майер Берсон пожертвовал также значительную сумму еврейской общине, чтобы они были потрачены на выплату стипендии для бедных студентов медицинского факультета Императорского Варшавского университета, учащимся гимназий, а также на пособия для разорившихся купцов и на приданое для бедных невест. Предусмотрел, чтобы четвёртая часть была предназначена для христиан.
Умер в Варшаве 16 февраля 1873 года. Похоронен на Еврейском кладбище возле улицы Окоповой.
В феврале 1874 года воля усопшего была исполнена: на благотворительные нужды пошла треть имущества Майера Берсона, а устав Детской больницы Берсонов и Бауманов в Варшаве был утверждён в 1876 году. Больница, во время Второй мировой войны оказавшаяся на территории Варшавского гетто, проработала вплоть до 1942 года, когда была закрыта по приказу нацистов.

### Семья
Был женат на Хайе Шиман (1796―1855). Вместе у них родилось шестеро детей: Сигизмунд (1814―1864, чья дочь Людвика (1851―1927) была женой Ипполита Вавельберга), Паулина (жена Соломона Баумана, 1816―1912), Ребекка (1820―1825), Матиас (1824―1908), Людвика (жена Людвига Натансона, 1826―1849) и Ян (1829―1913).
Одним из наследников Майера Берсона стал его сын Матиас, который в 1854 году получил статус купца 2-й гильдии (впоследствии перешёл в 1-ю гильдию) и с юных лет занимался вместе с отцом семейным предприятием. Также занимался благотворительной деятельностью, а также проводил учёные изыскания по истории польского еврейства, одним из первых в данной сфере начал изучать архивы.